# Seiya Fujita
Pour les articles homonymes, voir Fujita.
Seiya Fujita (藤田 征也, Fujita Seiya) est un footballeur japonais né le 2 juin 1987. Il évolue au poste de milieu de terrain.

## Biographie
Seiya Fujita participe à la Coupe du monde des moins de 20 ans 2007 avec le Japon.
En club, il joue en faveur du Consadole Sapporo puis de l'Albirex Niigata.

## Palmarès
- Champion de J-League 2 en 2007 avec le Consadole Sapporo